# Calymperaceae
Calymperaceae là một họ rêu trong bộ Pottiales.

## Phân loại
Họ bao gồm các chi sau đây:
- Arthrocormus
- Calymperes
- Calymperidium
- Calymperopsis
- Carinafolium
- Chameleion
- Cleistostoma
- Codonoblepharum
- Exodictyon
- Exostratum
- Heliconema
- Leucophanella
- Leucophanes
- Mitthyridium
- Orthotheca
- Palaeosyrrhopodon
- Syrrhopodon
- Thyridium
- Trachymitrium